# Мария (роман)
«Мари́я. Хроника одной жизни» (укр. Марі́я. Хроніка одного життя) — роман про сплошную коллективизацию и Голодомор на Украине 1932-1933 годов, написанный украинским писателем-эмигрантом и деятелем ОУН Уласом Самчуком в 1933 году. До 2012 года роман входил в украинскую школьную программу по литературе.
Впервые был опубликован во Львове в 1934 году, на тот момент бывшем в составе Польши; в 1941 году вышел и на территории УССР во время нацистской оккупации.

## Сюжет

### Книга про рождение Марии
Мария родилась в бедной семье. Её отец работал в каменоломнях, зарабатывая тем на хлеб. Мария была первым любимым ребёнком селянки Оксаны, доброй красивой молодкой. Ребёнок был здоровым и красивым.
Когда Марии было шесть лет, куда-то пропал отец. Ребёнок долго ждал его и удивлялась. Отец погиб в каменоломнях. Настали голодные времена. Потом захворала и умерла мать.
Ребёнок останавливается у тётки Катерины, у которой и так много детей, а в доме нужда. Смотреть за ребёнком было некому, она ходила грязная и оборванная, со временем пришлось работать.
В девять лет Мария начала самостоятельную жизнь — нанялась к Мартыну Зарубе. Семья Зарубы относилась к ней хорошо, девочку кормили, хорошо одевали и мыли. Мария работала упорно, ни в чём не знала усталости и постоянно пела.
Скоро она стала красивой девушкой, и на неё стали засматриваться парни. А Мария оставалась равнодушной. Но пришло и её время: она влюбилась в наймита Корнея, который вскоре должен был идти в рекруты.
Недолго были счастливы влюблённые, скоро Корнея забрали в матросы. Мария осталась одна и всё ждала какой-нибудь весточки. Корней про себя не сообщал.
За Марией начал ухаживать богатый Гнат Кухарчук. Он терпеливо относится к отказам Марии, дарит ей подарки. Какое-то время Мария не может даже думать о нём, но от Корнея нет никаких весточек, и в конце концов девушка решается выйти за Гната замуж. На своей свадьбе обручённая чувствовала себя словно на похоронах. И всё-таки держалась достойно, всё время обращаясь за советом к Гнату. Тот был счастлив.
Молодой не мог не нарадоваться своей жене, всё время пытался быть около ней, дарил подарки, читал книги. А для Марии это, скорее, было в тягость, нежели в радость.
И вот почувствовала она под сердцем новую жизнь и сразу повеселела. Родился мальчик Роман, и Мария словно снова отыскала смысл бытия. Всё своё время посвящала она ребёнку. Счастлив был и отец.
Полуторагодовалый мальчик заболел, всё время плакал во сне. Сон пророчил Марии недоброе: снилось ей, что пришла её покойная мать и забрала с собой ребёнка. Вскорости Рома умер, а вместе с ней умерла и душа Мари. Рождение мёртвого ребёнка уже не оказывает на неё такого впечатления.
Потом Мария словно бы обезумела: начала ходить на вечеринки, бегать за парнями, совсем забросила хозяйство. Гнат ничего ей не говорил, только молча страдал. Поссорившись с братом, ему пришлось выбраться с женой в кладовку, где они теперь и жили.
В это время приезжает в отпуск Корней, который совсем не замечает осунувшейся молодки, которая когда-то была красивой голосистой девушкой. Ничто, кажется, не могло бы придать Марии таких страданий, как это не замечание любимого мужчины.
Гнату удаётся вернуть Марию в семью с помощью соседки Гапки, которая вызывает у женщины ревность.
Вскоре у Марии рождается дочка Надя, которой тоже не было суждено прожить долго: через два года она умирает от тифа. В это время случилось несчастье с Гнатом. Сломав в лесу ногу, он попал в больницу. Мария остаётся одна на хозяйстве. Здесь и встречается молодка с Корнеем, который вернулся после семи лет службы домой. Матрос берётся помочь ей, и Мария всей душой ему отдаётся, хоть тот и бьёт её, заставляет страдать. Та Мария счастлива быть рядом с любимым. После возвращения Гната из больницы она расстаётся с ним и идёт жить в ободранную хату Корнея, забрав две десятины приданого и коровку.

### Книга дней Марии
Тяжело жилось Марии в новом хозяйстве. Корней, привыкший к совершенно другой жизни, сначала не очень разбирается в сельской работе. Жестоко он обращается и с женщиной, даже вынуждая её избавиться от новой жизни, что в ней зародилось. Но Мария за всё хватается, пытаясь сделать свою жизнь спокойным и безопасным. Она голодна, но счастлива.
Когда Мария снова забеременела, Корней решает пожениться с ней. У них родился сын Демко. За ребёнком уже не было времени так ухаживать, как за предыдущими, но он как-то сам себе рос.
Корней взялся за хозяйство, и всё у них пошло на лад. Скоро поставили новую ригу, хату, появились кони. Подобрел он и к супруге. Счастью Марии не было границ.
Скоро родились у них ещё двойня детей: Надя и Максим.
Но началась война, и Корнея забрали в армию. Пришло от него лишь одно письмо, а больше ничего и не слыхать. Мария пыталась поддерживать своё хозяйство, но было очень тяжело.
Около неё снова появляется Гнат и предлагает свою помощь. Мария отказывается. Заметив страдания Гната, та же соседка Гапка, которая когда-то вернула Марию в семью, подаёт Гнату мысль, что, оказавшись в тяжёлой невзгоде, Марии пришлось бы прийти к нему.
На Пасху, когда Мария была в церкви, её двор загорелся со всех сторон. Скотину обожгло,
сгорело зерно. Свидетели указывали на Гната, но Мария отказалась свидетельствовать против него.
Соседи
помогли ей посеять зерно и покрыть соломой хату.
Встретив Марию, Гнат клянётся, что не поджигал её хату и рассказывает страшный сон: он видел, как её
средний сын Максим (значит, будет ещё один) в страшном погребе отрубил ей топором руку, за что
Корней зарубил его тем же топором.
Мужчина снова предлагает помощь, но Мария отказывается.
Возвращается с войны Корней и начинает восстанавливать хозяйство. Они снова тяжким трудом
поднимаются на ноги. Рождается третий сын Лаврин.
Сыновья растут совсем разными. Демко становится помощником в хозяйстве, Максим же ленивый, ни к чему не
хочет прикладывать рук. Радует Марию её дочка, работящая, ласковая. Лаврин вышел очень умным.
Когда вырастает Демко, его забирают в рекруты, и через некоторое время семья получает уведомление, что он
погиб. Отмаливая его душу в церкви, Мария видит среди монахов Гната. Потом приходит известие, что Демко жив. Он пишет матери, чтобы она прислала ему ржаных сухарей. Каждый день отправляет мать сыну посылки, но весточек больше не получает.
Наступает 1917 год. В течение года происходят какие-то страшные и тревожные, мало понятные простому человеку события.
Максим подался из дома искать лёгкого хлеба, а Лаврин учится в школе, верит в идеи национального возрождения.
Позднее Надя выходит замуж за бывшего матроса Архипа Панькова. В семью приезжает Максим, который отрекается от всех моральных ценностей своих предков и призывает всех к атеизму. Корней выгоняет его из дома.

### Книга про хлеб
Хозяйство Корнея и Марии пошатнулось. Приходится отдать корову, а покосы затаптывают вояки, которые проезжают через село.
Вернулся с фронта Максим, который сообщает родителям, что хочет жениться, и выгоняет их из дома. Мария, Корней и Лаврин убираются с родного двора в опустевший дом односельчан, которых отправили в Сибирь.
Надя ждёт рождения ребёнка. Её муж постепенно приучается хозяйничать на земле. Кажется, что она должна быть счастливой.
Украина работает и отдаёт свой хлеб государству, в то время как в её сёлах люди пухнут с голода.
Корней, Мария и Лаврин тяжело работают на своём хозяйстве, но есть нечего. Надя рассказывает, что у них отобрали весь выращенный хлеб и последнее, что у них осталось.
Максим заявляет на своего брата Лаврина, и того арестовывают. Напрасно Мария пытается отыскать хотя бы следы своего младшего сына.
Кроме того, Максим отрекается от своих родителей куркулей.
Люди питаются собранным, краденным на полях зерном, гнилой картошкой, оставшейся после уборки, лебедой. Много селян умирает с голоду.
Архип вместе с несколькими мужчинами отваживается подкопать монастырские кладовые, где хранился хлеб. Его забрали, и он уже не вернулся.
Гнат в монашеской рясе проповедует конец света.
Болеет Надя, Мария от голоду уже не может передвигаться. Корней пытается как-нибудь прокормиться, подстрелив зайца. Поднимает даже руку на свою собаку, но не может убить старого товарища.
Надя задушила ребёнка и сошла с ума. В помешательстве Корней идёт на свой старый двор и убивает топором их среднего сына Максима, который является словно олицетворением всего страшного, что выпало на долю чистых и работящих людей.
После этого он уходит из дома, чтобы помереть. Появляется Гнат и признаётся, что это он поджёг когда-то дом Марии из-за любви к ней. А женщине уже всё равно. У неё нет сил жить. Наступает последний, 26258-й, день её жизни.

## Критика
По мнению украинского критика и члена украинского Союза писателей Степана Пинчука, написавшего послесловие к отечественному изданию романа, Улас Самчук «воплотил в своём творчестве трагическую судьбу украинского народа в XX столетии».
Юрий Бондаренко пишет, что в 1930-е годы Украина гибнет как явление космического порядка и переходит из космизма в историзм, а украинская литература, в особенности "Мария", отражает конфликт космизма и историзма, за счёт особых экзистенциальных мотивов.
Пётр Кралюк (2023, Радио Свобода) называет роман философско-идеологическим, в котором, как он пишет, автор делает попытку осмыслить Голодомор, и "ищет здесь не столько «внешних врагов», сколько «внутреннего врага», сидящего в душах украинских крестьян": по мнению Кралюка, в романе описывается, как из-за политики Российской империи в украинском крестьянстве не развилось необходимое национальное самосознание, и из-за этого оно не сплотилось вокруг правительства УНР, а "купилось" на "популизм" большевиков, "на российские фейки", которые он сравнивает с современной российской пропагандой: украинское крестьянство посчитало Петлюру и Грушевского "несерьёзными", увидев в национальных лидерах, хотя и они "провозглашали социалистические лозунги", прежде всего представителей буржуазии и дворянства, которые уже гнали их на войну в 1914 году ("Сидів дома, випасав черево, ти лив на фронті кров, а тепер починай знов"), а кроме того, "мягкую власть", в то время как "большевики – свои, простаки, почти голодранцы, а не какие-то помещики и буржуи. А еще они обещают... твёрдую власть"; большевизм олицетворяет "чужой матрос", который уже в начале революции провозглашает, что "нашімі вождями єсть борци за пролітаріат товаріщ Лєнін і товаріщ Сталін".
Роман входит в список 100 важнейших литературных произведений на украинском языке, составленные журналом The Ukrainians и украинской секцией ПЕН-клуба, где занимает 76 место.

## Издания
Первое вышло в 1934 году во Львове, в «Украинской Библиотеке» Ивана Тиктора, второе — в 1941 году в Ровно (административный центр Рейхскомиссариата Украина), в издательстве «Волынь», третье — в 1952 году в Буэнос-Айресе в издательства Николая Денисюка.
В Украине впервые в 1991 году в Киеве, в издательстве Советский писатель. Переиздавался роман в 2000, 2009 и в другие года.